# Punta del Puntal
|  | Aquest article tracta sobre el cim de la Ribera d'Ebre. Vegeu-ne altres significats a «Puntal (desambiguació)». |

La Punta del Puntal és una muntanya de 479 metres que es troba al municipi de Riba-roja d'Ebre, a la comarca catalana de la Ribera d'Ebre.